# Carlos Gandolfo
Carlos Gandolfo (Buenos Aires, 27 de marzo de 1931 - Buenos Aires, 12 de enero de 2005) fue un actor de cine y teatro argentino. Un cáncer que le afectó el habla hizo que abandonara la interpretación para dedicarse a la dirección de teatro y a la docencia. Introduciendo las enseñanzas de Stanislavski y luego de Lee Strasberg en la Argentina. Fue considerado el principal formador de actores argentinos de su generación junto a Agustín Alezzo y Augusto Fernandes.
Como actor de teatro tuvo su debut en El Alquimista de Ben Jonson en 1950 con la compañía "Teatro de los Independientes", especializándose en obras clásicas como Medea, El canto del cisne y Madre Coraje y sus hijos, mientras que como actor de cine participó en las películas El negoción (1958) y Una jaula no tiene secretos (1962), así como en la película Proceso a la infamia de 1978, cuando ya había abandonado su carrera como actor.
Tuvo muchos viajes a España donde dirigió El gran deschave, pieza de Armando Chulak y Sergio De Cecco que en 1975 había estrenado con gran éxito en el Teatro Regina, y Veraneantes de Maxim Gorki con Julieta Serrano y La reina andaluza en Sevilla.
Después de su abandono de la interpretación dirigió obras de teatro como Los despachos de Napoleón, de Bertolt Brecht, La gaviota y Panorama desde el puente de Arthur Miller con Alfredo Alcón; así como obras de temática más contemporánea como La gata sobre el tejado de zinc Tennessee Williams, Encantada de conocerlo de Oscar Viale con China Zorrilla, Hughie con Lito Cruz y  La reina andaluza.
Copenhague se mantuvo tres años seguidos en cartel en el Teatro Municipal General San Martín (2003-2005). Su última puesta en escena tuvo lugar En Kasa/En Kabul en el Teatro Municipal General San Martín (2004).
Compaginó la labor de dirección con la docencia siendo rector de la Escuela Nacional de Arte Dramático de Buenos Aires y profesor del Centro Dramático Nacional de Madrid. Durante más de 40 años mantuvo su "Estudio de Carlos Gandolfo para la preparación del Actor" de donde salieron grandes actores de Argentina (Carola Reyna, María Socas, Javier Daulte, Mía Maestro, Gastón Pauls, entre otros).
Obtuvo un Premio Konex de Platino, tres veces el premio Estrella de Mar así como un Premio ACE de Oro de teatro.
Se casó en 1965 con la actriz Dora Baret y sus hijos son el actor Matías Gandolfo (Docente de actuación y Director teatral) y el ilusionista Emanuel Gandolfo.